# Cyphostemma grandistipulatum
Cyphostemma grandistipulatum är en vinväxtart som först beskrevs av Gilg & Brandt, och fick sitt nu gällande namn av Descoings. Cyphostemma grandistipulatum ingår i släktet Cyphostemma och familjen vinväxter. Inga underarter finns listade i Catalogue of Life.